# Болсам (тауншип, округ Эйткин, Миннесота)
Болсам (англ. Balsam) — тауншип в округе Эйткин, Миннесота, США. На 2000 год его население составило 34 человека.

## География
По данным Бюро переписи населения США площадь тауншипа составляет 95,4 км², из которых 93,5 км² занимает суша, а 1,9 км² — вода (2,04 %).

## Демография
По данным переписи населения 2000 года здесь находились 34 человека, 16 домохозяйств и 11 семей. Плотность населения —  0,4 чел./км². На территории тауншипа расположено 43 постройки со средней плотностью 0,5 построек на один квадратный километр. Расовый состав населения: 100,00 % белых. Испанцы или латиноамериканцы любой расы составляли 2,94 % от популяции тауншипа.
Из 16 домохозяйств в 12,5 % воспитывались дети до 18 лет, в 68,8 % проживали супружеские пары и в 31,3 % домохозяйств проживали несемейные люди. 25,0 % домохозяйств состояли из одного человека, при том 6,3 % из — одиноких пожилых людей старше 65 лет. Средний размер домохозяйства — 2,13, а семьи — 2,36 человека.
14,7 % населения — младше 18 лет, 41,2 % — от 25 до 44, 20,6 % — от 45 до 64, и _ — старше 65 лет. Средний возраст — 56 лет. На каждые 100 женщин приходилось 78,9 мужчин. На каждые 100 женщин старше 18 приходилось 81,3 мужчин.
Средний годовой доход домохозяйства составлял 18 250 долларов, а средний годовой доход семьи —  17 500 долларов. Средний доход мужчин —  22 500  долларов, в то время как у женщин — 18 750. Доход на душу населения составил 8973 доллара. За чертой бедности находились 12,5 % семей и 13,6 % всего населения тауншипа, из которых 33,3 % старше 65 лет.